# Fuscoporia senex
Fuscoporia senex är en svampart som först beskrevs av Nees & Mont., och fick sitt nu gällande namn av Ghob.-Nejh. 2007. Fuscoporia senex ingår i släktet Fuscoporia och familjen Hymenochaetaceae.   Inga underarter finns listade i Catalogue of Life.